# 鶴太郎のテレもんじゃ
『鶴太郎のテレもんじゃ』（つるたろうのテレもんじゃ）は、1986年10月5日から1988年3月27日まで日本テレビと中京テレビで放送されていた日本テレビ製作のバラエティ番組である。放送時間は毎週日曜 12:00 - 12:55 （日本標準時）。
関西広域圏では読売テレビがネットせず、県域独立局のサンテレビ（兵庫県）とKBS京都（京都府）で遅れネットされた。

## 出演者
- 片岡鶴太郎
- 美保純
- なぎら健壱
- ダチョウ倶楽部 - 本番組出演当時は初代リーダーの南部寅太（南部虎弾）もいた。
- 岡本太郎

## バックトゥ西日暮里
鶴太郎の少年時代をモデルにしたストーリーを、下町情緒を織り交ぜながら展開していたコーナードラマ。
- 鶴太郎の母親：片岡鶴太郎
- 鶴太郎の父親：島崎俊郎
- 鶴太郎：内野浩介
- 駄菓子屋のおじさん：鈴木清順

| 日本テレビ 日曜12:00枠                                 | 日本テレビ 日曜12:00枠                                 | 日本テレビ 日曜12:00枠                                 |
| 前番組                                                 | 番組名                                                 | 次番組                                                 |
| ------------------------------------------------------ | ------------------------------------------------------ | ------------------------------------------------------ |
| 鶴ちゃんのトッピング （1985年10月6日 - 1986年9月28日） | 鶴太郎のテレもんじゃ （1986年10月5日 - 1988年3月27日） | 鶴太郎の危険なテレビ （1988年4月17日 - 1988年9月25日） |

| スタブアイコン | サブスタブ | この項目は、まだ閲覧者の調べものの参照としては役立たない、テレビ番組に関連した書きかけの項目です。この項目を加筆・訂正などしてくださる協力者を求めています（P:テレビ/PJ:放送または配信の番組）。 |